# Lijst van voetbalinterlands Noord-Macedonië - Slovenië
Deze lijst van voetbalinterlands is een overzicht van alle officiële voetbalwedstrijden tussen de nationale teams van Noord-Macedonië (het land speelde tussen 1993 en 2019 onder de naam Macedonië) en Slovenië. De voormalige Joegoslavische deelrepublieken speelden tot op heden zeven keer tegen elkaar. De eerste ontmoeting, een vriendschappelijke wedstrijd, werd gespeeld in Kranj op 13 oktober 1993. Dit duel was de eerste officiële interland van Macedonië. De laatste confrontatie tussen de landen, een vriendschappelijke wedstrijd, vond plaats op 1 juni 2021 in Skopje.

## Wedstrijden
| № | Plaats    | Datum            | Competitie           | Wedstrijd                  | Uitslag |
| - | --------- | ---------------- | -------------------- | -------------------------- | ------- |
| 1 | Kranj     | 13 oktober 1993  | Vriendschappelijk    | Slovenië – Macedonië       | 1 – 4   |
| 2 | Skopje    | 23 maart 1994    | Vriendschappelijk    | Macedonië – Slovenië       | 2 – 0   |
| 3 | Skopje    | 14 november 2012 | Vriendschappelijk    | Macedonië – Slovenië       | 3 – 2   |
| 4 | Koper     | 23 maart 2016    | Vriendschappelijk    | Slovenië – Macedonië       | 1 – 0   |
| 5 | Ljubljana | 24 maart 2019    | EK 2020 kwalificatie | Slovenië – Noord-Macedonië | 1 – 1   |
| 6 | Skopje    | 10 oktober 2019  | EK 2020 kwalificatie | Noord-Macedonië – Slovenië | 2 – 1   |
| 7 | Skopje    | 1 juni 2021      | Vriendschappelijk    | Noord-Macedonië − Slovenië | 1 − 1   |

## Samenvatting
| Competitie        | Totaal gespeeld | Winst Noord-Macedonië | Gelijk | Winst Slovenië | Doelsaldo Noord-Macedonië – Slovenië |
| ----------------- | --------------- | --------------------- | ------ | -------------- | ------------------------------------ |
| EK-kwalificatie   | 2               | 1                     | 1      | 0              | 3 − 2                                |
| Vriendschappelijk | 5               | 3                     | 1      | 1              | 10 − 5                               |
| Totaal            | 7               | 4                     | 2      | 1              | 13 − 7                               |

## Details

### Eerste ontmoeting
| Vriendschappelijk (Kranj, Slovenië, 13 oktober 1993): |              | |
| Slovenië | 1 – 4        | Macedonië |
| Janez Pate 40' | goals        | 3' Zoran Boškovski 37' (pen.) Darko Pančev 48' (pen.) Čedomir Janevski 51' Dragan Kanatlarovski                                                                                          |
| Bojan Prašnikar | bondscoach   | Andon Dončevski |
| Marko Simeunovič 58' Gregor Židan 57' Džoni Novak Darko Milanič Gregor Blatnik Andrej Poljšak 63' Aleš Čeh Samir Zulič 37' Zlatko Zahovič Sašo Udovič 46' Matjaž Florjančič | opstellingen | Zoran Micevski 61' Kire Grozdanov Zoran Jovanovski Dragan Kanatlarovski Ilija Najdovski Cede Janevski 83' Zoran Boškovski Ljupco Markovski Darko Pančev 11' Boban Babunski Toni Mičevski |
| Janez Pate 37' Primož Gliha 46' Alfred Jermaniš 57' Branko Zupan 58' Robert Englaro 63'                                                                                     | wissels      | 11' 73' Goran Georgievski 61' Nedzmedin Memedi 73' Sašo Miloševski 83' Vančo Micevski |
| Primož Gliha 79' | gele kaarten | 21' Goran Georgievski 79' Ilija Najdoski |
| - Debuut van Branko Zupan (NK Publikum Celje) en Gregor Blatnik (NK Publikum Celje) voor Slovenië. - Eerste officiële interland van Macedonië.                              |              | |

### Tweede ontmoeting
| Vriendschappelijk (Skopje, Macedonië, 23 maart 1994): |       |          |
| Macedonië | 2 – 0 | Slovenië |
| Žarko Serafimovski 2' Zoran Boškovski 20' | goals |          |
| - Debuut van Štefan Škaper (NK Beltinci), Ermin Šiljak (Olijmpia Ljubljana), Miran Pavlin (Olijmpia Ljubljana) en Robert Oblak (NK Živila) voor Slovenië. |       |          |

### Derde ontmoeting
| Vriendschappelijk (Skopje, Macedonië, 14 november 2012): |       |                                 |
| Macedonië | 3 – 2 | Slovenië                        |
| Darko Tasevski 26' Adis Jahović 41' Agim Ibraimi 51' | goals | 49' Nejc Pečnik 63' Nejc Pečnik |
| - Debuut van Adis Jahović (FC Zürich), Dejan Blaževski (FK Horizont) en Ostoja Stjepanović (FK Vardar) voor Macedonië. - Debuut van Robert Berić (NK Maribor) voor Slovenië. |       |                                 |

### Vierde ontmoeting
| Vriendschappelijk (Koper, Slovenië, 23 maart 2016): |       |           |
| Slovenië                                            | 1 – 0 | Macedonië |
| Roman Bezjak 58'                                    | goals |           |

FFM · A-internationals · Bondscoaches · Statistieken · Macedonisch vrouwenelftal · Olympisch elftal · Noord-Macedonië U21 · Noord-Macedonië U20 · Noord-Macedonië U19 · Noord-Macedonië U18 · Noord-Macedonië U17 · Noord-Macedonië U16
1993 – 1999 ·
2000 – 2009 ·
2010 – 2019 ·
2020 − 2029
EK 2020
1993 · 
1994 · 
1995 · 
1996 · 
1997 · 
1998 · 
1999 · 
2000 · 
2001 · 
2002 · 
2003 · 
2004 · 
2005 · 
2006 · 
2007 · 
2008 · 
2009 · 
2010 · 
2011 · 
2012 · 
2013 · 
2014 · 
2015 · 
2016 ·
2017 ·
2018 ·
2019 ·
2020 ·
2021 ·
2022 ·
2023
Albanië ·
Andorra ·
Angola ·
Armenië ·
Australië ·
Azerbeidzjan ·
Bahrein ·
België ·
Bosnië en Herzegovina ·
Bulgarije ·
Canada ·
China ·
Cyprus ·
Denemarken ·
Duitsland ·
Ecuador ·
Egypte ·
Engeland ·
Estland ·
Faeröer ·
Finland ·
Georgië ·
Gibraltar ·
Hongarije ·
Ierland ·
IJsland ·
Iran ·
Israël ·
Italië ·
Jamaica ·
Joegoslavië ·
Kameroen ·
Kazachstan ·
Kosovo ·
Kroatië ·
Letland ·
Libanon ·
Liechtenstein ·
Litouwen ·
Luxemburg ·
Malta ·
Moldavië ·
Montenegro ·
Nederland ·
Nigeria ·
Noorwegen ·
Oekraïne ·
Oman ·
Oostenrijk ·
Paraguay ·
Polen ·
Portugal ·
Qatar ·
Roemenië ·
Rusland ·
Saoedi-Arabië ·
Schotland ·
Servië ·
Slovenië ·
Slowakije ·
Spanje ·
Tsjechië ·
Turkije ·
Verenigde Staten ·
Wales ·
Wit-Rusland · 
Zuid-Korea ·
Zweden
Nederland (2021) · 
Oekraïne (2021) · 
Oostenrijk (2021)
NZS · A-internationals · Bondscoaches · Selecties · Statistieken · Sloveens vrouwenelftal · Olympisch elftal · Slovenië U21 · Slovenië U20 · Slovenië U19 · Slovenië U18 · Slovenië U17 · Slovenië U16
1991 – 1999 ·
2000 – 2009 ·
2010 – 2019 ·
2020 − 2029
EK's: 1996 · 
2000 · 
2004 · 
2008 · 
2012 · 
2016 · 
2020 · 
2024
WK's: 1998 · 
2002 · 
2006 · 
2010 · 
2014 · 
2018 ·
2022
1991 · 
1992 · 
1993 · 
1994 · 
1995 · 
1996 · 
1997 · 
1998 · 
1999 · 
2000 · 
2001 · 
2002 · 
2003 · 
2004 · 
2005 · 
2006 · 
2007 · 
2008 · 
2009 · 
2010 · 
2011 · 
2012 · 
2013 · 
2014 · 
2015 · 
2016 · 
2017 · 
2018 ·
2019 ·
2020 ·
2021 ·
2022 ·
2023 ·
2024
Albanië ·
Algerije ·
Argentinië ·
Armenië ·
Australië ·
Azerbeidzjan ·
België ·
Bosnië en Herzegovina ·
Bulgarije ·
Canada ·
China ·
Colombia ·
Cyprus ·
Denemarken ·
Duitsland ·
Engeland ·
Estland ·
Faeröer ·
 Finland ·
Frankrijk ·
Georgië ·
Ghana ·
Gibraltar ·
Griekenland ·
Honduras ·
Hongarije ·
IJsland ·
Israël ·
Italië ·
Ivoorkust ·
Joegoslavië ·
Kazachstan ·
Kosovo ·
Kroatië ·
Letland ·
Litouwen ·
Luxemburg ·
Malta ·
Mexico ·
Moldavië ·
Montenegro ·
Nederland ·
Nieuw-Zeeland ·
Noord-Ierland ·
Noord-Macedonië ·
Noorwegen ·
Oekraïne ·
Oman ·
Oostenrijk ·
Paraguay ·
Polen ·
Portugal ·
Qatar ·
Roemenië ·
Rusland ·
San Marino ·
Saoedi-Arabië ·
Schotland ·
Servië ·
Servië en Montenegro ·
Slowakije ·
Spanje ·
Trinidad en Tobago ·
Tsjechië ·
Tunesië ·
Turkije · 
Uruguay ·
Verenigde Arabische Emiraten ·
Verenigde Staten ·
Wales ·
Wit-Rusland ·
Zuid-Afrika ·
Zweden ·
Zwitserland
Algerije (2010) · 
Engeland (2010) · 
Paraguay (2002) · 
Spanje (2002) · 
Verenigde Staten (2010) · 
Zuid-Afrika (2002)